# Erich Brost

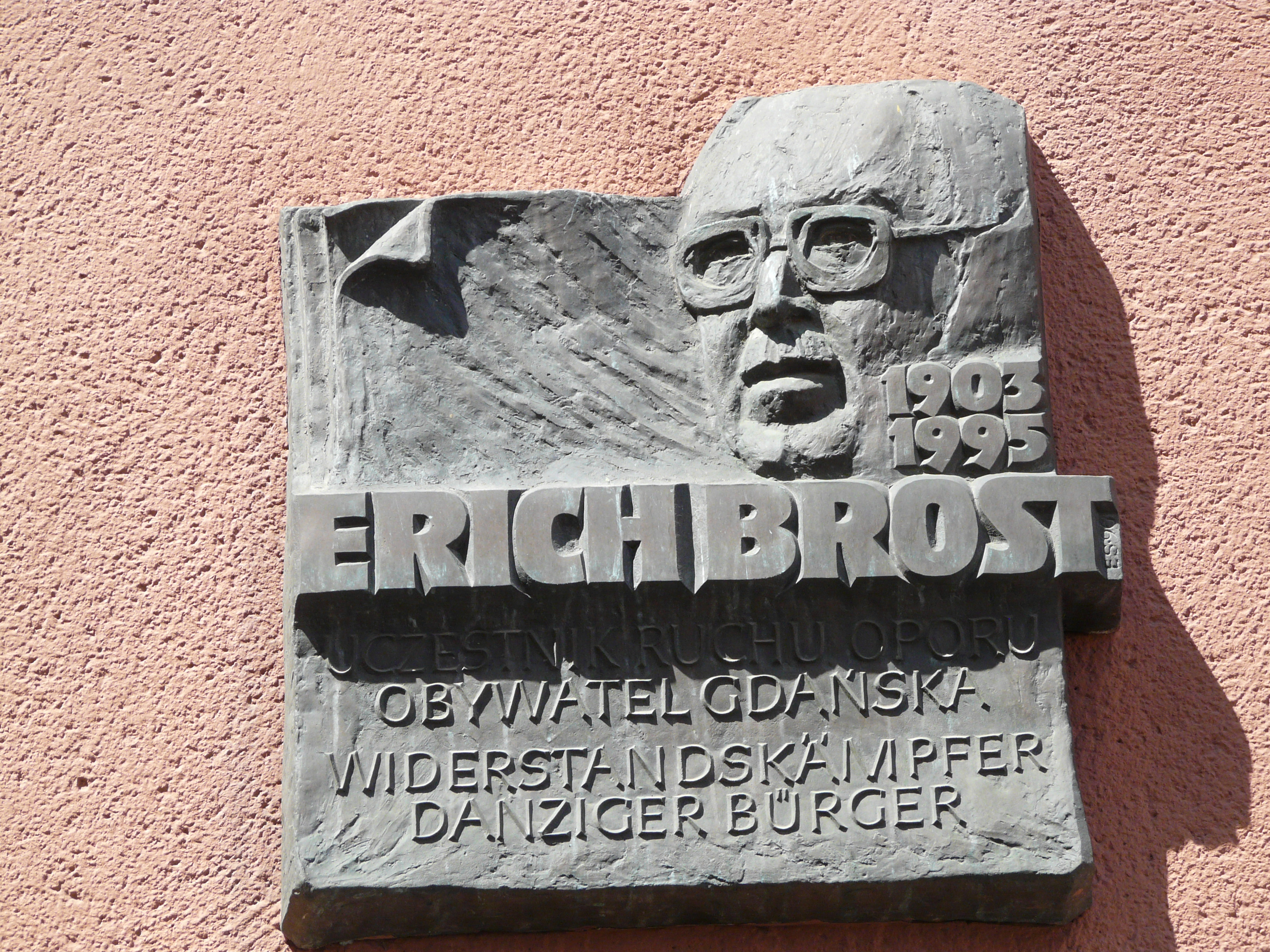
Gedenkstein für Erich Brost am Haus Ulica Kramarska (Krämergasse) 7 in Danzig

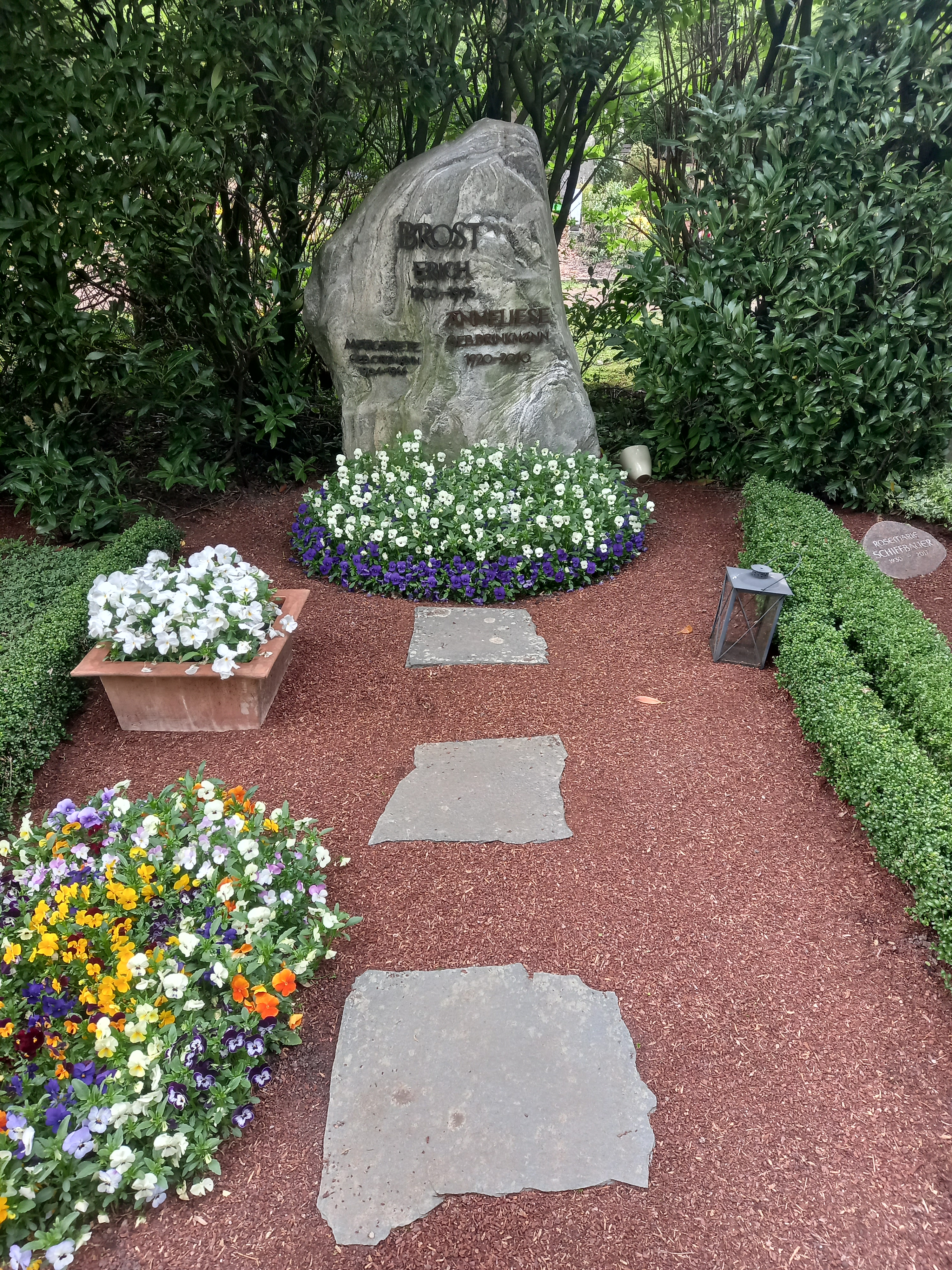
Das Grab von Erich Brost und seinen Ehefrauen Margarete geborene Ortmann und Anneliese geborene Brinkmann auf dem Friedhof Bredeney in Essen

Erich Brost (* 29. Oktober 1903 in Elbing; † 8. Oktober 1995 in Essen) war ein deutscher Verleger und Journalist.

## Leben
Erich Brost, Sohn eines Maschinenmonteurs, wuchs in Danzig auf und absolvierte eine Buchhändlerlehre bei der Danziger Volksstimme. Er engagierte sich frühzeitig politisch in der Arbeiterbewegung und lernte bereits in jungen Jahren Erich Ollenhauer, den späteren Vorsitzenden der SPD kennen. In den Jahren 1935 bis 1939 vertrat er die SPD im Volkstag, dem Parlament der Freien Stadt Danzig.
Bis 1936 arbeitete er als Redakteur der Tageszeitung Danziger Volksstimme. Ende 1931 wurde Erich Brost in dieser Funktion von einem Danziger Gericht zu vier Monaten Gefängnis verurteilt, weil er während eines Verbots der Zeitung an der Herausgabe „strafbare[r] Ersatzblätter“ (Allgemeine Rundschau sowie Elbinger Freie Presse) beteiligt war.
Er heiratete im Jahr 1936 seine Jugendliebe Margarete Ortmann (1904–1966) aus Danzig und ging mit ihr 1939 in die Emigration. Danach arbeitete er als Journalist in England, Skandinavien und Polen. Im Juni 1945 kehrte Brost, der zuvor beim Londoner Rundfunk, dem deutschsprachigen Dienst der BBC in London gearbeitet hatte, als einer der ersten emigrierten Deutschen nach Deutschland zurück. In der Britischen Besatzungszone war er bei den Zeitungen der britischen Heeresgruppenpresse Kölnischer Kurier und Ruhr Zeitung in Essen tätig. Dann bekam er den Auftrag den German News Service aufzubauen, aus dem später die Deutsche Presseagentur (dpa) hervorging. Außerdem war er am Aufbau von Radio Hamburg beteiligt, aus dem der NWDR hervorging. Im Jahr 1946 wurde sein Sohn Martin geboren. Dietrich Oppenberg engagierte Brost als ersten Chefredakteur der Neuen Ruhr Zeitung (NRZ). Im Februar 1947 wurde Brost Repräsentant des SPD-Vorstandes beim Alliierten Kontrollrat in Berlin. Sein Nachfolger wurde Willy Brandt.
Im November 1947 hatte Brost das Angebot bekommen, Lizenznehmer für eine der geplanten unabhängigen Tageszeitungen in der Britischen Zone zu werden. Am 3. April 1948 erschien die erste Ausgabe der Westdeutschen Allgemeinen Zeitung (WAZ). Als gleichberechtigten Partner bezog Brost Jakob Funke, den vormaligen Lokalchef der Neuen Ruhr Zeitung (NRZ), in das neue Unternehmen ein und gab ihm 50 Prozent der Gesellschaftsrechte an dem neuen Verlag. Brost war bis 1970 Chefredakteur der WAZ, Funke bis zu seinem Tod 1975 Gesellschafter, Herausgeber und Verlagsleiter der WAZ. Brosts erste Ehefrau Margarete starb 1966 an Krebs. Seine zweite Ehefrau wurde 1975 seine langjährige Sekretärin und rechte Hand Anneliese Brost, geborene Brinkmann. Die WAZ übernahm 1973 die Westfalenpost in Hagen, beteiligte sich 1975 mehrheitlich an der Westfälischen Rundschau in Dortmund und 1976 an der Neuen Ruhr Zeitung (NRZ) in Essen. Die Verlage bildeten 1976 die Zeitungsgruppe WAZ, kooperierten im Kaufmännischen sowie im Technischen, blieben jedoch redaktionell unabhängig. Der Jurist Günther Grotkamp wurde 1971 Bevollmächtigter der Funke-Familien-Gesellschaft und fungierte nach dem Tod von Jakob Funke ab 1975 als Geschäftsführer der Zeitungsgruppe WAZ.
Ab 1978 wurde Erich Schumann als Geschäftsführer und Geschäftsführender Gesellschafter der WAZ-Mediengruppe in Essen der Nachfolger Brosts. 1985 adoptierten Erich und Anneliese Brost Erich Schumann, nachdem Brosts leiblicher Sohn Martin ausbezahlt worden war. Schumann baute die WAZ-Gruppe zusammen mit Günther Grotkamp in den 1980er und 1990er Jahren zu einem internationalen Medienunternehmen aus. Zusammen mit dem früheren Kanzleramtsminister Bodo Hombach vertrat er die Interessen der Familie Brost innerhalb der WAZ. Die Witwe Brosts, Anneliese Brost, verfügt über 30 Prozent der Unternehmensanteile, Erich Schumann bis zu seinem Tod im Januar 2007 über 20 Prozent. Bis zu seinem Tod im Oktober 1995 blieb Brost Herausgeber der Westdeutschen Allgemeinen Zeitung.
Im Jahr 1991 gründete Brost das Erich-Brost-Institut für Journalismus in Europa, eine gemeinnützige GmbH zur Wissenschaftsförderung mit Sitz in Dortmund. Anneliese Brost und ihr Adoptivsohn Erich Schumann führten diese Fördereinrichtung nach seinem Tod weiter und stifteten das 2002 in Betrieb genommene Erich-Brost-Haus, ein Institutsgebäude für das Centre for Advanced Study in International Journalism, das bis Herbst 2006 in Dortmund arbeitete. Im Dezember 2004 schenkten sie ihre Anteile an der gemeinnützigen GmbH und damit die Stiftung sowie das Wissenschaftszentrum Erich-Brost-Haus der damaligen Universität Dortmund. Verbunden mit den Förderaktivitäten der Journalistik an der (seit November 2007: Technischen) Universität Dortmund war die Errichtung einer Stiftungsprofessur (C 4) für Internationalen Journalismus mit dem Schwerpunkt Europa für einen Zeitraum von fünf Jahren, die im Winter 1998/99 erstmals besetzt wurde. Dies war die erste Universitätsprofessur mit dem Arbeitsauftrag Internationaler Journalismus in Deutschland. Eine Folgebesetzung durch die Universität ist ohne Angabe von Gründen bis zum Wintersemester 2007/2008 ausgeblieben.
Seinem Andenken und in Erinnerung an seine Exiljahre in London während des nationalsozialistischen Diktatur ist das von Anneliese Brost und Erich Schumann gestiftete Erich Brost University Lecturership am Institute of European and Comparative Law der Universität Oxford gewidmet. Auf dem Dach der ehemaligen Kohlenwäsche des Weltkulturerbes Zeche Zollverein ist ein Pavillon nach Erich Brost benannt, der aus 38 Metern Höhe einen Blick über Essen und Umgebung bietet.

## Veröffentlichung
- Erich Brost: Wider den braunen Terror. Bearbeitet durch Marek Andrzejewski, Dietz, Bonn 2004, ISBN 9783801203405.

## Erich-Brost-Danzig-Preis
Erich Brost stiftete kurz vor seinem Tod den alle zwei Jahre mit 20.000 Euro dotierten Erich-Brost-Danzig-Preis, der die deutsch-polnische Verständigung fördert.
Bisher wurden folgende Preisträger mit dem Erich-Brost-Preis ausgezeichnet:
- 1996: Kaschubisch-Pommerscher Verband
- 1997: Stefan Chwin, Danziger Schriftsteller
- 1998: Prof. Szczepan Baum und Prof. Ryszard Semka, Danziger Architekten
- 1999: Die Forschungsstelle Osteuropa an der Universität Bremen
- 2001: Die Kulturgemeinschaft „Borussia“, Olsztyn
- 2003: Städtepartnerschaft Bremen-Danzig

## Ehrungen
- 1978: Großes Verdienstkreuz mit Stern der Bundesrepublik Deutschland[2]
- 1983: Großes Verdienstkreuz mit Stern und Schulterband der Bundesrepublik Deutschland
- 1986: Verdienstorden des Landes Nordrhein-Westfalen[3]

## Würdigungen
- 1998: Erich-Brost-Berufskolleg in Essen